# Pharrell Williams
Pharrell Lanscilo Williams (Virginia Beach (Virginia), 5 april 1973), ook bekend als Skateboard P, is een Amerikaans zanger, muzikant en producer. Hij behoort onder meer tot het producersduo The Neptunes en de band N*E*R*D.

## Biografie
Williams kreeg eind jaren negentig bekendheid omdat hij samen met zijn vriend Chad Hugo nummers schreef en produceerde onder de naam The Neptunes. Ze deden dit voor onder meer Britney Spears (I'm a Slave 4 U, 2001), Jay-Z (Excuse Me Miss, 2002), Nelly (Hot in Herre, 2002) en Justin Timberlake (het album Justified, 2002). Ook richtte hij samen met Chad Hugo en Shay Haley de band N*E*R*D op, waarmee hij hits scoorde als She Wants To Move en Provider.
Ook solo heeft Williams een aantal hits op z'n naam staan. Samen met Snoop Dogg maakte hij Beautiful (2003) en Drop It Like It's Hot (2004) en samen met Jay-Z Frontin (2003).
Op 24 juli 2006 verscheen zijn album In My Mind. De hiervan uitgebrachte singles waren Can I have it like that (samen met Gwen Stefani in oktober 2005), Angel (januari 2006) en Number One (samen met Kanye West in juni 2006). In 2007 werkte Williams samen met Madonna aan haar album Hard Candy en aan het nummer The Beat Goes On. Hij verscheen in 2008 in haar videoclip voor de tweede single van dat album, Give It 2 Me.
Williams heeft een eigen kledingmerk genaamd Billionaire Boys Club (BBC) en ook nog een kledingmerk genaamd Ice Cream. Hij ontwerpt tassen en hoeden voor het merk Louis Vuitton. Hij draagt geregeld kleding van zijn vriend Nigo uit Japan, Bathing Ape (BAPE).
In 2010 had Williams de leiding over de muziek van de film Despicable Me samen met Hans Zimmer. In 2013 werkte Williams mee aan het nieuwe album van Daft Punk, Random Access Memories, waarvoor hij onder meer Get Lucky inzong. Ook werkte hij mee aan de single Blurred Lines, samen met Robin Thicke en T.I.. In hetzelfde jaar bracht hij de single Happy uit. Dit nummer groeide uit tot een wereldwijde hit. In Nederland stond Happy 49 weken in de Top 40. Het was hiermee het meest succesvolle nummer in de geschiedenis van deze hitlijst.
Eind 2014 kreeg Williams een ster op de Hollywood Walk of Fame.
Op 9 februari 2016 werd bekend dat Pharell Williams mede-eigenaar is geworden van het Nederlandse kledingmerk G-Star.
In 2023 werd Williams creatief directeur bij het Franse modehuis Louis Vuitton. In juni wordt zijn eerste collectie gepresenteerd tijdens mannenmodeweek in Parijs. In 2025 werd hij door Frankrijk benoemd tot ridder in Nationale orde van het Legioen van Eer.

## Discografie

### Albums
| Album met eventuele hitnotering(en) in de Nederlandse Album Top 100 | Datum van verschijnen | Datum van binnenkomst | Hoogste positie | Aantal weken | Opmerkingen |
| ------------------------------------------------------------------- | --------------------- | --------------------- | --------------- | ------------ | ----------- |
| In My Mind                                                          | 17-07-2006            | 29-07-2006            | 3               | 9            |             |
| G I R L                                                             | 2014                  | 08-03-2014            | 2               | 42           |             |

| Album met hitnotering(en) in de Vlaamse Ultratop 200 albums | Datum van verschijnen | Datum van binnenkomst | Hoogste positie | Aantal weken | Opmerkingen                              |
| ----------------------------------------------------------- | --------------------- | --------------------- | --------------- | ------------ | ---------------------------------------- |
| In My Mind                                                  | 2006                  | 05-08-2006            | 5               | 11           |                                          |
| Despicable Me 2                                             | 2014                  | 08-02-2014            | 163             | 4            | met Heitor Pereira                       |
| G I R L                                                     | 2014                  | 15-03-2014            | 1(1wk)          | 53           |                                          |
| The Amazing Spider-Man 2                                    | 2014                  | 03-05-2014            | 141             | 1            | met Hans Zimmer, als The Magnificent Six |

### Singles
| Single met eventuele hitnotering(en) in de Nederlandse Top 40 | Datum van verschijnen | Datum van binnenkomst | Hoogste positie | Aantal weken | Opmerkingen |
| ------------------------------------------------------------- | --------------------- | --------------------- | --------------- | ------------ | --- |
| Pass the Courvoisier - Part II                                | 12-02-2002            | 08-06-2002            | tip8            | -            | met Busta Rhymes & P. Diddy / Nr. 47 in de Mega Top 100                                                                           |
| Boys                                                          | 29-07-2002            | 31-08-2002            | 14              | 7            | met Britney Spears / Nr. 13 in de Mega Top 100                                                                                    |
| From tha Chuuuch to da Palace                                 | 15-10-2002            | -                     |                 |              | met Snoop Dogg / Nr. 97 in de Mega Top 50 / B2B Top 100                                                                           |
| Beautiful                                                     | 01-04-2003            | 19-04-2003            | 12              | 12           | met Snoop Dogg & Uncle Charlie Wilson / Nr. 13 in de Mega Top 50 / B2B Top 100                                                    |
| Frontin'                                                      | 03-06-2003            | 19-07-2003            | 24              | 6            | met Jay-Z / Nr. 21 in de Mega Top 50 / B2B Top 100                                                                                |
| Change Clothes                                                | 04-11-2003            | 17-01-2004            | 18              | 5            | met Jay-Z / Nr. 40 in de Single Top 100 / Alarmschijf                                                                             |
| Drop It Like It's Hot                                         | 12-09-2004            | 11-12-2004            | 5               | 12           | met Snoop Dogg / Nr. 7 in de Single Top 100                                                                                       |
| Let's Get Blown                                               | 15-02-2005            | 19-03-2005            | 34              | 2            | met Snoop Dogg / Nr. 35 in de Single Top 100                                                                                      |
| Can I Have It Like That                                       | 31-10-2005            | 12-11-2005            | 25              | 4            | met Gwen Stefani / Nr. 15 in de Single Top 100                                                                                    |
| Angel                                                         | 21-01-2006            | 04-02-2006            | 35              | 3            | Nr. 35 in de Single Top 100 |
| One (Your Name)                                               | 22-03-2010            | 24-07-2010            | 1(2wk)          | 15           | met Swedish House Mafia / Nr. 3 in de Single Top 100                                                                              |
| Celebrate                                                     | 15-06-2012            | 08-09-2012            | 35              | 5            | met Mika / Nr. 75 in de Single Top 100 / Alarmschijf                                                                              |
| Blurred Lines                                                 | 26-03-2013            | 13-04-2013            | 1(11wk)         | 29           | met Robin Thicke & T.I. / Nr. 1 in de Single Top 100 / Alarmschijf / Hit van het jaar 2013                                        |
| Get Lucky                                                     | 19-04-2013            | 04-05-2013            | 2               | 24           | met Daft Punk / Nr. 2 in de Single Top 100 / Alarmschijf                                                                          |
| Happy                                                         | 21-11-2013            | 17-08-2013            | 1(4wk)          | 49           | Soundtrack Despicable Me 2 / Nr. 1 in de Single Top 100 / Grootste Top 40-hit aller tijden / Langstgenoteerde single in de Top 40 |
| Marilyn Monroe                                                | 2014                  | 15-03-2014            | 13              | 16           | Nr. 18 in de Single Top 100 / Alarmschijf                                                                                         |
| Come Get It Bae                                               | 2014                  | 31-05-2014            | 35              | 4            | Nr. 84 in de Single Top 100 / Alarmschijf                                                                                         |
| Gust of Wind                                                  | 2014                  | 18-10-2014            | tip4            | -            | |
| Freedom                                                       | 2015                  | 18-07-2015            | 16              | 11           | Nr. 27 in de Single Top 100 / Alarmschijf                                                                                         |
| Runnin'                                                       | 2016                  | 12-11-2016            | tip18           | -            | Soundtrack Hidden Figures |
| Heatstroke                                                    | 2017                  | 08-04-2017            | tip5            | -            | met Calvin Harris, Young Thug & Ariana Grande                                                                                     |
| Feels                                                         | 2017                  | 08-07-2017            | 6               | 20           | met Calvin Harris, Katy Perry & Big Sean / Nr. 9 in de Single Top 100 / Alarmschijf                                               |
| E-Lo                                                          | 2018                  | 08-12-2018            | tip6            | -            | met Los Unidades & Jozzy |
| Stay with Me                                                  | 2022                  | 22-7-2022             | 16              | 6            | met Justin Timberlake, Halsey, Calvin Harris / Alarmschijf                                                                        |

| Single met hitnotering(en) in de Vlaamse Ultratop 50 | Datum van verschijnen | Datum van binnenkomst | Hoogste positie | Aantal weken | Opmerkingen                                                                                         |
| ---------------------------------------------------- | --------------------- | --------------------- | --------------- | ------------ | --------------------------------------------------------------------------------------------------- |
| Boys                                                 | 2002                  | 31-08-2002            | 7               | 9            | met Britney Spears / Nr. 5 in de Radio 2 Top 30                                                     |
| Frontin'                                             | 2003                  | 23-08-2003            | 33              | 7            | met Jay-Z                                                                                           |
| Show Me Your Soul                                    | 2003                  | 13-12-2003            | tip1            | -            | met Lenny Kravitz, P. Diddy & Loon                                                                  |
| Change Clothes                                       | 2003                  | 27-12-2003            | tip3            | -            | met Jay-Z                                                                                           |
| Drop It Like It's Hot                                | 2004                  | 11-12-2004            | 9               | 16           | met Snoop Dogg                                                                                      |
| Let's Get Blown                                      | 2005                  | 19-03-2005            | 42              | 3            | met Snoop Dogg / Nr. 24 in de Radio 2 Top 30                                                        |
| Can I Have It Like Tat                               | 2005                  | 12-11-2005            | 32              | 5            | met Gwen Stefani                                                                                    |
| Angel                                                | 2006                  | 14-01-2006            | tip3            | -            | |
| Number One                                           | 2006                  | 19-08-2006            | tip8            | -            | met Kanye West                                                                                      |
| One (Your Name)                                      | 2010                  | 19-06-2010            | 2               | 32           | met Swedish House Mafia / Goud                                                                      |
| Celebrate                                            | 2012                  | 23-06-2012            | tip3            | -            | met Mika / Nr. 15 in de Radio 2 Top 30                                                              |
| Blurred Lines                                        | 2013                  | 20-04-2013            | 1(3wk)          | 34           | met Robin Thicke & T.I. / Nr. 1 in de Radio 2 Top 30                                                |
| Get Lucky                                            | 2013                  | 27-04-2013            | 1(6wk)          | 31           | met Daft Punk / Nr. 1 in de Radio 2 Top 30                                                          |
| Get Like Me                                          | 2013                  | 17-08-2013            | tip23           | -            | met Nelly & Nicki Minaj                                                                             |
| Lose Yourself to Dance                               | 2013                  | 07-09-2013            | 32              | 8            | met Daft Punk / Nr. 7 in de Radio 2 Top 30                                                          |
| ATM Jam                                              | 2013                  | 02-11-2013            | tip55           | -            | met Azealia Banks                                                                                   |
| Happy                                                | 2013                  | 30-11-2013            | 1(8wk)          | 60           | Soundtrack Despicable Me 2 / Nr. 1 in de Radio 2 Top 30 2X Platina / Best verkochte single van 2014 |
| Aerosol Can                                          | 2014                  | 01-03-2014            | tip32           | -            | |
| Marilyn Monroe                                       | 2014                  | 05-04-2014            | 11              | 17           | Nr. 23 in de Radio 2 Top 30                                                                         |
| Come Get It Bae                                      | 2014                  | 16-08-2014            | 20              | 11           | |
| Gust of Wind                                         | 2014                  | 18-10-2014            | tip2            | -            | |
| Freedom                                              | 2015                  | 18-07-2015            | 2               | 20           | Goud                                                                                                |
| WTC (Where They from)                                | 2015                  | 21-11-2015            | tip10           | -            | met Missy Elliott                                                                                   |
| Safari                                               | 2016                  | 17-09-2016            | tip             | -            | met J. Balvin, BIA & Sky                                                                            |
| Runnin'                                              | 2016                  | 05-11-2016            | tip18           | -            | Soundtrack Hidden Figures                                                                           |
| Heatstroke                                           | 2017                  | 08-04-2017            | tip             | -            | met Calvin Harris, Young Thug & Ariana Grande                                                       |
| Go Up                                                | 2017                  | 29-04-2017            | tip             | -            | met Cassius & Cat Power                                                                             |
| Yellow Light                                         | 2017                  | 17-06-2017            | tip             | -            | Soundtrack Despicable Me 3                                                                          |
| Feels                                                | 2017                  | 08-07-2017            | 3               | 25           | met Calvin Harris, Katy Perry & Big Sean                                                            |
| Sangria Wine                                         | 2018                  | 02-06-2018            | 45              | 1            | met Camila Cabello                                                                                  |
| The Mantra                                           | 2018                  | 24-11-2018            | tip             | -            | met Mike Will Made It & Kendrick Lamar                                                              |
| E-Lo                                                 | 2018                  | 08-12-2018            | tip19           | -            | met Los Unidades & Jozzy                                                                            |
| Blast Off                                            | 2019                  | 09-03-2019            | tip             | -            | met Gesaffelstein                                                                                   |
| Ju$t                                                 | 2020                  | 13-06-2020            | tip             | -            | met Run the Jewels & Zack de la Rocha                                                               |
| Entrepreneur                                         | 2020                  | 29-08-2020            | tip             | -            | met Jay-Z                                                                                           |

### NPO Radio 2 Top 2000
| Nummers met noteringen in de NPO Radio 2 Top 2000 | '13 | '14 | '15 | '16  | '17 | '18  | '19  | '20  | '21  | '22  | '23  | '24  |
| ------------------------------------------------- | --- | --- | --- | ---- | --- | ---- | ---- | ---- | ---- | ---- | ---- | ---- |
| Blurred Lines (met Robin Thicke & T.I.)           | 571 | 674 | 997 | 1543 | -   | 1786 | 1894 | 1972 | -    | -    | -    | -    |
| Get Lucky (met Daft Punk)                         | 357 | 174 | 265 | 317  | 480 | 782  | 987  | 1098 | 1011 | 1068 | 1262 | 1231 |
| Happy                                             | 587 | 25  | 111 | 159  | 226 | 378  | 474  | 652  | 712  | 876  | 933  | 1206 |

1. ↑  Een '-' betekent dat het nummer niet was genoteerd en een vetgedrukt getal geeft de hoogste notering van een nummer aan.
2. ↑  2013 was het eerste jaar met een notering voor Pharrell Williams.

### Muziek voor films
- 2010: Despicable Me (Verschrikkelijke ikke) (met Heitor Pereira en Hans Zimmer)
- 2013: Despicable Me 2 (Verschrikkelijke ikke 2) (met Heitor Pereira)
- 2014: The Amazing Spider-Man 2 (met Hans Zimmer)
- 2016: Hidden Figures (met Hans Zimmer en Benjamin Wallfisch)
- 2017: Despicable Me 3 (Verschrikkelijke ikke 3) (met Heitor Pereira)
- 2019: Lion King (met Hans Zimmer, Jon Favreau en Stephen Lipson)
- 2024: Despicable Me 4 (Verschrikkelijke ikke 4) (met Heitor Pereira)

## Prijzen en nominaties

### Academy Awards
| Jaar | Titel           | Categorie                | Uitslag     |
| ---- | --------------- | ------------------------ | ----------- |
| 2014 | Despicable Me 2 | beste filmsong ("Happy") | Genomineerd |
| 2017 | Hidden Figures  | Beste film               | Genomineerd |

### Golden Globe Awards
| Jaar | Titel          | Categorie        | Uitslag     |
| ---- | -------------- | ---------------- | ----------- |
| 2017 | Hidden Figures | beste filmmuziek | Genomineerd |

### Grammy Awards
| Jaar | Titel                  | Categorie                                    | Uitslag     |
| ---- | ---------------------- | -------------------------------------------- | ----------- |
| 2004 | Frontin'               | Best Rap/Sung Collaboration                  | Genomineerd |
| 2004 | Beautiful              | Best Rap/Sung Collaboration                  | Genomineerd |
| 2004 | Beautiful              | Best Rap Song                                | Genomineerd |
| 2004 | Excuse Me Miss         | Best Rap Song                                | Genomineerd |
| 2005 | Drop It Like It's Hot  | Best Rap Song                                | Genomineerd |
| 2005 | Drop It Like It's Hot  | Best Rap Performance by a Duo or Group       | Genomineerd |
| 2007 | In My Mind             | Best Rap Album                               | Genomineerd |
| 2009 | Give It 2 Me           | Best Dance Recording                         | Genomineerd |
| 2013 | Channel Orange         | Album of the Year                            | Genomineerd |
| 2014 | Get Lucky              | Best Pop Duo/Group Performance               | Gewonnen    |
| 2014 |                        | Producer of the Year (Non-Classical)         | Gewonnen    |
| 2014 | Get Lucky              | Record of the Year                           | Gewonnen    |
| 2014 | Random Access Memories | Album of the Year                            | Gewonnen    |
| 2014 | Blurred Lines          | Best Pop Duo/Group Performance               | Genomineerd |
| 2014 | Blurred Lines          | Record of the Year                           | Genomineerd |
| 2014 | Good Kid, M.A.A.D City | Album of the Year                            | Genomineerd |
| 2015 | G I R L                | Best Urban Contemporary Album                | Gewonnen    |
| 2015 | Happy (Live)           | Best Pop Solo Performance                    | Gewonnen    |
| 2015 | Beyoncé                | Album of the Year                            | Genomineerd |
| 2015 | X                      | Album of the Year                            | Genomineerd |
| 2015 | G I R L                | Album of the Year                            | Genomineerd |
| 2016 | Alright                | Best Rap Song                                | Gewonnen    |
| 2016 | To Pimp a Butterfly    | Album of the Year                            | Genomineerd |
| 2016 | Alright                | Song of the Year                             | Genomineerd |
| 2018 | Hidden Figures         | Best Score Soundtrack for Visual Media       | Genomineerd |
| 2018 | Hidden Figures         | Best Compilation Soundtrack for Visual Media | Genomineerd |